# Brăduleț
Brăduleț is een Roemeense gemeente in het district Argeș.
Brăduleț telt 1918 inwoners.